# 河西利信
河西 利信（かさい としのぶ、1962年 - ）は、日本の実業家。ゴールドマン・サックス証券パートナーを経て、ジョーンズ・ラング・ラサール日本法人代表取締役社長。

## 人物・経歴
神奈川県立平塚江南高等学校を経て、1985年一橋大学商学部を卒業し、大和証券に入社。1990年ジョンズ・ホプキンズ大学SAIS修士課程修了。大和証券ではロンドン、日本でのプリンシパル・インベストメントなどに従事。
1999年からゴールドマン・サックス証券で不動産等への投資を行い、ゴールドマン・サックス・リアルティ・ジャパンを設立。2001年ゴールドマン・サックス証券マネージング・ディレクター。2004年同社パートナー。ゴールドマン・サックスの日本における不動産投資部門の責任者を務め、ティファニー銀座ビルや、シンプレクス・インベストメント・アドバイザーズの買収などを行った。
2012年ジョーンズ・ラング・ラサール日本法人代表取締役社長。不動産情報の提供などの他、児童養護施設への自動体外式除細動器の寄贈なども行った。アコーディア・ゴルフ取締役等も務めた。